# باشگاه فوتبال کلرادو رپیدز
کلرادو رپیدز (به انگلیسی: Colorado Rapids) یک تیم فوتبال در شهر دنور در آمریکا است که در لیگ برتر فوتبال آمریکا (ام اس ال) بازی می‌کند.
ورزشگاه دیکس اسپورتینگ گودز پارک متعلق به این تیم است.

## بازیکنان ایرانی
- استیون بیت آشور